# (5608) Olmos
Pour les articles homonymes, voir Olmos.
(5608) Olmos est un astéroïde de la ceinture principale.

## Description
(5608) Olmos est un astéroïde de la ceinture principale. Il fut découvert le 12 mars 1993 à Kushiro par Seiji Ueda et Hiroshi Kaneda. Il présente une orbite caractérisée par un demi-grand axe de 2,64 UA, une excentricité de 0,05 et une inclinaison de 3,1° par rapport à l'écliptique.

## Compléments